# Festival Internacional de Cine de Cannes de 1962
La 15.ª edición del Festival Internacional de Cine de Cannes se desarrolló entre el 7 al 23 de mayo de 1962. La Palma de Oro fue otorgada a El pagador de promesas de Anselmo Duarte.
Durante el Festival de Cine de Canes de 1961 Robert Favre le Bret, director artístico del Festival, de acuerdo con el Syndicat français de la critique de cinéma et des films de télévision decidió establecer la Semana de la Crítica en el siguiente festival. En 1962 esta secció paralela del festival tuvo lugar por primera vez. Su objectivo era mostrar primeros o segundos trabajos de directores de todo el mundo y no sucumbió a tendencias comerciales.

## Jurado
Las siguientes personas fueron nominadas para formar parte del jurado de la competición principal en la edición de 1962:
- Tetsuro Furukaki (Japón) Presidente
- Henry Deutschmeister (Francia) Vicepresidente
- Sophie Desmarets (Francia)
- Jean Dutourd (Francia)
- Mel Ferrer (EE. UU.)
- Romain Gary (Francia)
- Jerzy Kawalerowicz (Polonia)
- Ernst Krüger (Alemania)
- Yuli Raizman (URSS)
- Mario Soldati (Italia)
- François Truffaut (Francia)

Cortometrajes
- Charles Ford (Francia) Presidente
- Charles Duvanel (Suiza)
- Derek Prouse (Gran Bretaña)
- Georges Rouquier (Francia)
- Andréas Winding (Francia)

## Selección oficial
Las siguientes películas compitieron por la Palma de Oro:

### En competición – películas
- Adorable Julia de Alfred Weidenmann
- Tempestad sobre Washington de Otto Preminger
- All Fall Down de John Frankenheimer
- Âmes et rythmes d'Abdelaziz Ramdani
- Dvoje de Aleksandar Petrović
- S-a furat o bombă de Ion Popescu-Gopo
- Das Brot der frühen Jahre de Herbert Vesely
- Pleneno yato de Ducho Mundrov
- Les Enfants du soleil de Jacques Séverac
- Cleo de 5 a 7 de Agnès Varda
- Devi de Satyajit Ray
- Divorcio a la italiana de Pietro Germi
- El eclipse by Michelangelo Antonioni
- Electra (Ilektra) de Michael Cacoyannis
- El ángel exterminador de Luis Buñuel
- Setenta veces siete de Leopoldo Torre Nilsson
- Kyupora no aru machi de Kirio Urayama
- Harry og kammertjeneren de Bent Christensen
- Dom bez okien de Stanislaw Jedryka
- En els passos de Buda de Pragnasoma Hettiarachi
- The Innocents de Jack Clayton
- Ba'al Hahalomot de Alina Gross y Yoram Gross
- Konga Yo de Yves Allégret
- Liberté I de Yves Ciampi
- Larga jornada hacia la noche de Sidney Lumet
- Les Amants de Teruel de Raymond Rouleau
- Yang Kwei Fei de Li Han Hsiang
- Muž z prvního století de Oldřich Lipský
- Mondo cane de Gualtiero Jacopetti, Paolo Cavara y Franco Prosperi
- El pagador de promesas de Anselmo Duarte
- Plácido de Luis García Berlanga
- Al Gharib al Saghir de Georges Nasser
- Un sabor a miel de Tony Richardson
- El proceso de Juana de Arco de Robert Bresson
- Kogda derevya byli bolshimi de Lev Kulidzhanov

### Películas fuera de competición
Las siguientes películas fueron seleccionadas para ser exhibidas fuera de la competición:
- Boccaccio 70 de Cesare Zavattini, Luchino Visconti, Mario Monicelli y Federico Fellini
- Le Crime ne paie pas de Gérard Oury

### Cortometrajes en competición
Los siguientes cortometrajes competían para la Palma de Oro al mejor cortometraje:
- Akheytzi de Lada Boyadjieva
- Anarkali, My Beautiful de Jean-Claude See
- Big City Blues de Charles Huguenot Van Der Linden
- Bolchie nepriyatnosti de Vladimir Broumberg, Zinaiida Brumberg
- Certosa di pavia de Carlo Ludovico Ragghianti
- Clovek pod vodou de Jiri Brnecka
- Couro de gato de Joaquim Pedro De Andrade
- Danza Espanola de Juan Gyenes
- Faces d'Edward McConnell
- Image Of The Sea de Richard Alan Gray
- La Rivière du Hibou de Robert Enrico
- Le Hampi de Claude Jutra, Roger Morilliere, Jean Rouch
- Les Dieux du feu de Henri Storck
- Les quatre saisons de Niklaus Gessner
- Ljubav I Film de Ivo Vrbanic
- Oczekiwanie de Witold Giersz, Ludwig Perski
- Pan de Herman Van Der Horst
- Rodolphe Bresdin de Nelly Kaplan
- Roma momenti in Jazz de Enzo Battaglia
- Saguenay de Chris Chapman
- Szenvedely de Jozsef Nepp
- Tagebuch eines Reportes de Manfred Durnick
- Teeth Is Money de Jean Delire, Eddy Ryssack
- The Australian Landscape Painters de Richard Mason
- The Sound of Speed de Bruce Kessler
- Voronet de Ion Bostan
- Zambesi de Raymond Hancock

## Secciones paralelas

### Semana Internacional de la Crítica
Las siguientes películas fueron elegidas para ser proyectadas en la primera edición de la Semana de la Crítica (1º Semaine de la Critique):
- Adieu Philippine de Jacques Rozier
- Alias Gardelito de Lautaro Murúa
- Hani Susumu de Susumu Hani
- Football de R.Drew, R.Leacock, J.Lipscomb
- Les inconnus de la terre de Mario Ruspoli
- I nuovi angeli de Ugo Gregoretti
- Les Oliviers de la justice de James Blue )
- Strangers in the Cityde Rick Carrier
- Zaduszki de Tadeusz Konwicki
- Tres veces Ana de David José Kohon

## Palmarés
Los galardonados en las secciones oficiales de 1962 fueron:
- Palma de Oro: El pagador de promesas de Anselmo Duarte
- Gran Premio del Jurado: 
  - El eclipse de Michelangelo Antonioni
  - El proceso de Juana de Arco de Robert Bresson
- Premio a la interpretación masculina: 
  - Dean Stockwell, Jason Robards y Ralph Richardson por Larga jornada hacia la noche
  - Murray Melvin por Un sabor a miel
- Premio a la interpretación femenina: 
  - Katharine Hepburn por Larga jornada hacia la noche
  - Rita Tushingham por Un sabor a miel
- Mejor adaptación cinematográfica: Electra de Michael Cacoyannis
- Mejor comedia: Divorcio a la italiana de Pietro Germi
- Palma de Oro al mejor cortometraje: La Rivière du Hibou de Robert Enrico
- Mención especial al cortometraje: Di Domenica de Luigi Bazzoni y You de István Szabó
- Premio técnico al cortometraje: 
  - Les Dieux du feu de Henri Storck
  - Oczekiwanie de Witold Giersz, Ludwig Perski
  - Pan de Herman Van Der Horst

### Premios independentes
- Premios FIPRESCI[7]ː El ángel exterminador de Luis Buñuel

Commission Supérieure Technique
- Premio Vulcan: 
  - Les Amants de Teruel de Raymond Rouleau
  - Electra de Michael Cacoyannis
  - Yang Kwei Fei de Li Han Hsiang

Premio OCIC
- Premio OCIC: El proceso de Juana de Arco de Robert Bresson

## Media
- British Pathé: Cannes Film Festival 1962 footage
- British Pathé: Cannes Film Festival 1962 Awards
- INA: Apertura del festival de 1962 (comentario en francés)
- INA: Atmósfera al Festival de 1962 (comentario en francés)
- INA: Llista de guanyadors del festival de 1962 (comentario en francés)

## Ceremonias
- Datos: Q534174
- Multimedia: 1962 Cannes Film Festival / Q534174